# Maovice
Maovice su selo u Splitsko-dalmatinskoj županiji i dio su gradskog područja grada Vrlike. Imaju 248 stanovnika koji su većinom Hrvati.
Nalaze se na 640 – 700 m nadmorske visine na platou Maovičkog polja pri sjevernim obroncima planine Svilaje. Zauzimaju površinu od 27,57 km2 zapadno od grada Vrlike na cesti prema Drnišu.
Maovice čine dva naselja Gornje Maovice i Donje Maovice.

## Povijest
Iako naselje postoji odavno, tek u 17. stoljeću područje Maovica značajnije naseljavaju većinom stanovnici prebjezi iz područja Bosne i Hercegovine koji u zamjenu za borbu protiv Turaka dobivaju zemlju.
Od 1869. – 1889. naselje nosi naziv Mahovice, a od 1890. – 1910. Mavice tek poslije u jeziku se zbog izgovora formirao naziv koji se uvrežio do dandanas Maovice.
U selu se nalazi rimokatolička crkva svetog Jure koja datira iz 1901. a sagrađena je na temeljima starohrvatske crkve od koje su vidljivi samo ostaci. Sadašnja crkva je građevina dimenzija 15 m x 8 m s oltarnim suženjem dimenzija 4,5 m x 6 m na kojoj je nadodan novoizgrađeni zvonik. Od 1981. godine u selu je i pravoslavni hram Sv. velikomučenice Nedjelje.
U NOB-u tijekom Drugog svjetskog rata sudjelovalo je 137 stanovnika.
Sredinom 20. stoljeća Maovice broje oko 1.500 stanovnika. S vremenom dolazi do raseljavanja koje je kulminiralo u Domovinskom ratu kada je selo bilo pod okupacijom samoproglašene Republike Srpske Krajine gotovo četiri godine. Selo je oslobođeno 6. kolovoza 1995. drugog dana Oluje, oslobodilačke akcije HV.

## Stanovništvo
| broj stanovnika | 809   | 831   | 876   | 1124  | 1262  | 1406  | 1485  | 1606  | 1384  | 1388  | 1396  | 1270  | 1272  | 889   | 494   | 380   | 250   |
|                 | 1857. | 1869. | 1880. | 1890. | 1900. | 1910. | 1921. | 1931. | 1948. | 1953. | 1961. | 1971. | 1981. | 1991. | 2001. | 2011. | 2021. |